# Giovanni Domenico De Cupis
Pour les articles homonymes, voir Cupis.
Giovanni Domenico De Cupis (né à Rome, alors capitale des États pontificaux, en 1493 et mort le 10 décembre 1553 dans la même ville) est un cardinal italien du XVIe siècle.

## Biographie
Giovanni Domenico De Cupis est protonotaire apostolique et chanoine à la basilique Saint-Pierre. Il est secrétaire du pape Jules II et a 4 enfants naturels.
Il est créé cardinal par le pape Léon X lors du consistoire du 1er juillet 1517. Il est consacré le 21 décembre 1531 par Clément VII avec comme co-consécrateurs Alexandre Farnèse, Antonio Maria Ciocchi del Monte et Andrea Della Valle. Le cardinal De Cupis est administrateur de Trani, de Macerata et Recanati, d'Adria,  de Montepeloso et de  Camerino et évêque de Nardò en 1532. En 1523-1524 il est camerlingue du Sacré Collège. Il est vice-doyen puis doyen du Collège des cardinaux.
Il est gouverneur de Città delle Pieve, légat à Agro Piceno, légat à la Marche d'Ancône, gouverneur de Tivoli et légat a latere à Bologne. Il est membre de la commission pour réformer la Curie romaine et du conseil général et est archiprêtre de la basilique du Latran.  Par sa piété et sa bénignité envers les autres, on l'appelle ottimo tra i mortali (le meilleur des mortels) et il fait construire l'église de S. Onofrio al Gianicolo à Rome.
Le cardinal De Cupis participe au conclave de 1521-1522, lors duquel Adrien VI est élu pape et à ceux de 1523 (élection de Clément VIII), de 1534 (élection de Paul III) et de 1549-1550 (élection de Jules III) .